# Volta a Noruega 2018
La Volta a Noruega 2018, 8a edició de la Volta a Noruega, es va disputar entre el 16 i el 20 de maig de 2018 sobre un recorregut de 902,4 km repartits entre cinc etapes. La cursa formava part del calendari de l'UCI Europa Tour 2018, amb una categoria 2.HC.
El vencedor fou el català Eduard Prades (Euskadi Basque Country-Murias), que s'imposà per tres segons al danès Alexander Kamp (Virtu Cycling) i per dotze al noruec Edvald Boasson Hagen (Dimension Data).

## Equips
Vint equips van prendre part en aquesta edició de la Volta a Noruega: tres UCI WorldTeams, dotze equips continentals professionals i cinc equips continentals.
| WorldTeams (3)- Dimension Data - Lotto NL-Jumbo - Sky Equips continentals professionals (12)- Bardiani CSF - Caja Rural-Seguros RGA - CCC Sprandi Polkowice - Delko-Marseille Provence-KTM - Euskadi Basque Country-Murias - Gazprom-RusVelo - Israel Cycling Academy - Roompot-Nederlandse Loterij - Sport Vlaanderen-Baloise - Wanty-Groupe Gobert - Aqua Blue Sport - WB-Aqua Protect-Veranclassic Equips continentals (5)- Uno-X Norwegian Development - Team Joker Icopal - Coop - Virtu Cycling - Tarteletto-Isorex |
| |

## Etapes
| Etapa    | Data       | Ciutats d'etapa          | type              | Distància (km) | Vencedor de l'etapa  | Líder de la general      |
| -------- | ---------- | ------------------------ | ----------------- | -------------- | -------------------- | ------------------------ |
| 1a etapa | 16 de maig | Svelvik – Horten         | etapa plana       | 186            | Dylan Groenewegen    | Dylan Groenewegen        |
| 2a etapa | 17 de maig | Hønefoss – Asker         | etapa accidentada | 146,6          | Edvald Boasson Hagen | Sondre Holst Enger       |
| 3a etapa | 18 de maig | Moss – Sarpsborg         | etapa plana       | 176            | Dylan Groenewegen    | Dylan Groenewegen        |
| 4a etapa | 19 de maig | Kongsvinger – Brumunddal | etapa accidentada | 218            | Dylan Groenewegen    | Dylan Groenewegen        |
| 5a etapa | 20 de maig | Moelv – Lillehammer      | etapa accidentada | 154            | Alexander Kamp       | Eduard Prades i Reverter |

### Etapa 1
| \| Classificació de l'etapa \| Classificació de l'etapa \| Classificació de l'etapa \| Classificació de l'etapa \| Classificació de l'etapa \| \| Corredor \| Corredor \| Equip \| Temps \| \| \| ------------------------ \| ------------------------ \| ---------------------------- \| ------------------------ \| ------------------------ \| \| 1r \| Dylan Groenewegen \| LottoNL-Jumbo \| 4h 33' 54" \| \| \| 2n \| Sondre Holst Enger \| Israel Cycling Academy \| + 0" \| \| \| 3r \| Jon Aberasturi Izaga \| Euskadi-Murias \| + 0" \| \| \| 4t \| Pieter Vanspeybrouck \| Wanty-Groupe Gobert \| + 0" \| \| \| 5è \| Trond Håkon Trondsen \| Team Coop \| + 0" \| \| \| 6è \| Kevin Deltombe \| Sport Vlaanderen-Baloise \| + 0" \| \| \| 7è \| Jeroen Meijers \| Roompot-Nederlandse Loterij \| + 0" \| \| \| 8è \| Alan Banaszek \| CCC Sprandi Polkowice \| + 0" \| \| \| 9è \| Evaldas Šiškevičius \| Delko-Marseille Provence-KTM \| + 0" \| \| \| 10è \| Kristoffer Halvorsen \| Team Sky \| + 0" \| \| |                      |                              |            |
| |                      |                              |            |
| Font: ProCyclingStats |                      |                              |            |
| Classificació de l'etapa |                      |                              |            |
| Corredor | Corredor             | Equip                        | Temps      |
| 1r | Dylan Groenewegen    | LottoNL-Jumbo                | 4h 33' 54" |
| 2n | Sondre Holst Enger   | Israel Cycling Academy       | + 0"       |
| 3r | Jon Aberasturi Izaga | Euskadi-Murias               | + 0"       |
| 4t | Pieter Vanspeybrouck | Wanty-Groupe Gobert          | + 0"       |
| 5è | Trond Håkon Trondsen | Team Coop                    | + 0"       |
| 6è | Kevin Deltombe       | Sport Vlaanderen-Baloise     | + 0"       |
| 7è | Jeroen Meijers       | Roompot-Nederlandse Loterij  | + 0"       |
| 8è | Alan Banaszek        | CCC Sprandi Polkowice        | + 0"       |
| 9è | Evaldas Šiškevičius  | Delko-Marseille Provence-KTM | + 0"       |
| 10è | Kristoffer Halvorsen | Team Sky                     | + 0"       |

| \| Classificació general \| Classificació general \| Classificació general \| Classificació general \| Classificació general \| \| Corredor \| Corredor \| Equip \| Temps \| \| \| --------------------- \| --------------------- \| --------------------------- \| --------------------- \| --------------------- \| \| 1r \| Dylan Groenewegen \| LottoNL-Jumbo \| 4h 33' 44" \| \| \| 2n \| Sondre Holst Enger \| Israel Cycling Academy \| + 4" \| \| \| 3r \| Erik Nordsæter Resell \| Uno-X Norwegian Development \| + 4" \| \| \| 4t \| Jon Aberasturi Izaga \| Euskadi-Murias \| + 6" \| \| \| 5è \| Andreas Vangstad \| Joker Icopal \| + 7" \| \| \| 6è \| Øivind Lukkedal \| Team Coop \| + 8" \| \| \| 7è \| Audun Brekke Fløtten \| Virtu Cycling \| + 9" \| \| \| 8è \| Pieter Vanspeybrouck \| Wanty-Groupe Gobert \| + 10" \| \| \| 9è \| Trond Håkon Trondsen \| Team Coop \| + 10" \| \| \| 10è \| Kevin Deltombe \| Sport Vlaanderen-Baloise \| + 10" \| \| |                       |                             |            |
| |                       |                             |            |
| Font: ProCyclingStats |                       |                             |            |
| Classificació general |                       |                             |            |
| Corredor | Corredor              | Equip                       | Temps      |
| 1r | Dylan Groenewegen     | LottoNL-Jumbo               | 4h 33' 44" |
| 2n | Sondre Holst Enger    | Israel Cycling Academy      | + 4"       |
| 3r | Erik Nordsæter Resell | Uno-X Norwegian Development | + 4"       |
| 4t | Jon Aberasturi Izaga  | Euskadi-Murias              | + 6"       |
| 5è | Andreas Vangstad      | Joker Icopal                | + 7"       |
| 6è | Øivind Lukkedal       | Team Coop                   | + 8"       |
| 7è | Audun Brekke Fløtten  | Virtu Cycling               | + 9"       |
| 8è | Pieter Vanspeybrouck  | Wanty-Groupe Gobert         | + 10"      |
| 9è | Trond Håkon Trondsen  | Team Coop                   | + 10"      |
| 10è | Kevin Deltombe        | Sport Vlaanderen-Baloise    | + 10"      |

### Etapa 2
| \| Classificació de l'etapa \| Classificació de l'etapa \| Classificació de l'etapa \| Classificació de l'etapa \| Classificació de l'etapa \| \| Corredor \| Corredor \| Equip \| Temps \| \| \| ------------------------ \| ------------------------ \| ---------------------------- \| ------------------------ \| ------------------------ \| \| 1r \| Edvald Boasson Hagen \| Dimension Data \| 3h 25' 32" \| \| \| 2n \| Sondre Holst Enger \| Israel Cycling Academy \| + 0" \| \| \| 3r \| Alexander Aranburu Deba \| Caja Rural-Seguros RGA \| + 0" \| \| \| 4t \| Justin Jules \| WB-Aqua Protect-Veranclassic \| + 0" \| \| \| 5è \| Leonardo Basso \| Team Sky \| + 0" \| \| \| 6è \| Alexander Kamp \| Virtu Cycling \| + 0" \| \| \| 7è \| Pieter Vanspeybrouck \| Wanty-Groupe Gobert \| + 0" \| \| \| 8è \| Eduard Prades i Reverter \| Euskadi-Murias \| + 0" \| \| \| 9è \| Timo Roosen \| LottoNL-Jumbo \| + 3" \| \| \| 10è \| Trond Håkon Trondsen \| Team Coop \| + 3" \| \| |                          |                              |            |
| |                          |                              |            |
| Font: ProCyclingStats |                          |                              |            |
| Classificació de l'etapa |                          |                              |            |
| Corredor | Corredor                 | Equip                        | Temps      |
| 1r | Edvald Boasson Hagen     | Dimension Data               | 3h 25' 32" |
| 2n | Sondre Holst Enger       | Israel Cycling Academy       | + 0"       |
| 3r | Alexander Aranburu Deba  | Caja Rural-Seguros RGA       | + 0"       |
| 4t | Justin Jules             | WB-Aqua Protect-Veranclassic | + 0"       |
| 5è | Leonardo Basso           | Team Sky                     | + 0"       |
| 6è | Alexander Kamp           | Virtu Cycling                | + 0"       |
| 7è | Pieter Vanspeybrouck     | Wanty-Groupe Gobert          | + 0"       |
| 8è | Eduard Prades i Reverter | Euskadi-Murias               | + 0"       |
| 9è | Timo Roosen              | LottoNL-Jumbo                | + 3"       |
| 10è | Trond Håkon Trondsen     | Team Coop                    | + 3"       |

| \| Classificació general \| Classificació general \| Classificació general \| Classificació general \| Classificació general \| \| Corredor \| Corredor \| Equip \| Temps \| \| \| --------------------- \| ------------------------ \| --------------------------- \| --------------------- \| --------------------- \| \| 1r \| Sondre Holst Enger \| Israel Cycling Academy \| 7h 59' 14" \| \| \| 2n \| Edvald Boasson Hagen \| Dimension Data \| + 2" \| \| \| 3r \| Dylan Groenewegen \| LottoNL-Jumbo \| + 5" \| \| \| 4t \| Alexander Aranburu Deba \| Caja Rural-Seguros RGA \| + 8" \| \| \| 5è \| Erik Nordsæter Resell \| Uno-X Norwegian Development \| + 9" \| \| \| 6è \| Bjørn Tore Hoem \| Joker Icopal \| + 11" \| \| \| 7è \| Pieter Vanspeybrouck \| Wanty-Groupe Gobert \| + 12" \| \| \| 8è \| Eduard Prades i Reverter \| Euskadi-Murias \| + 12" \| \| \| 9è \| Alexander Kamp \| Virtu Cycling \| + 12" \| \| \| 10è \| Andreas Vangstad \| Joker Icopal \| + 12" \| \| |                          |                             |            |
| |                          |                             |            |
| Font: ProCyclingStats |                          |                             |            |
| Classificació general |                          |                             |            |
| Corredor | Corredor                 | Equip                       | Temps      |
| 1r | Sondre Holst Enger       | Israel Cycling Academy      | 7h 59' 14" |
| 2n | Edvald Boasson Hagen     | Dimension Data              | + 2"       |
| 3r | Dylan Groenewegen        | LottoNL-Jumbo               | + 5"       |
| 4t | Alexander Aranburu Deba  | Caja Rural-Seguros RGA      | + 8"       |
| 5è | Erik Nordsæter Resell    | Uno-X Norwegian Development | + 9"       |
| 6è | Bjørn Tore Hoem          | Joker Icopal                | + 11"      |
| 7è | Pieter Vanspeybrouck     | Wanty-Groupe Gobert         | + 12"      |
| 8è | Eduard Prades i Reverter | Euskadi-Murias              | + 12"      |
| 9è | Alexander Kamp           | Virtu Cycling               | + 12"      |
| 10è | Andreas Vangstad         | Joker Icopal                | + 12"      |

### Etapa 3
| \| Classificació de l'etapa \| Classificació de l'etapa \| Classificació de l'etapa \| Classificació de l'etapa \| Classificació de l'etapa \| \| Corredor \| Corredor \| Equip \| Temps \| \| \| ------------------------ \| ------------------------ \| ------------------------ \| ------------------------ \| ------------------------ \| \| 1r \| Dylan Groenewegen \| LottoNL-Jumbo \| 4h 09' 16" \| \| \| 2n \| Edvald Boasson Hagen \| Dimension Data \| + 0" \| \| \| 3r \| Sondre Holst Enger \| Israel Cycling Academy \| + 0" \| \| \| 4t \| Trond Håkon Trondsen \| Team Coop \| + 0" \| \| \| 5è \| Pieter Vanspeybrouck \| Wanty-Groupe Gobert \| + 0" \| \| \| 6è \| Jon Aberasturi Izaga \| Euskadi-Murias \| + 0" \| \| \| 7è \| Michel Kreder \| Aqua Blue Sport \| + 0" \| \| \| 8è \| Kristoffer Halvorsen \| Team Sky \| + 4" \| \| \| 9è \| Niklas Larsen \| Virtu Cycling \| + 4" \| \| \| 10è \| Leonardo Basso \| Team Sky \| + 4" \| \| |                      |                        |            |
| |                      |                        |            |
| Font: ProCyclingStats |                      |                        |            |
| Classificació de l'etapa |                      |                        |            |
| Corredor | Corredor             | Equip                  | Temps      |
| 1r | Dylan Groenewegen    | LottoNL-Jumbo          | 4h 09' 16" |
| 2n | Edvald Boasson Hagen | Dimension Data         | + 0"       |
| 3r | Sondre Holst Enger   | Israel Cycling Academy | + 0"       |
| 4t | Trond Håkon Trondsen | Team Coop              | + 0"       |
| 5è | Pieter Vanspeybrouck | Wanty-Groupe Gobert    | + 0"       |
| 6è | Jon Aberasturi Izaga | Euskadi-Murias         | + 0"       |
| 7è | Michel Kreder        | Aqua Blue Sport        | + 0"       |
| 8è | Kristoffer Halvorsen | Team Sky               | + 4"       |
| 9è | Niklas Larsen        | Virtu Cycling          | + 4"       |
| 10è | Leonardo Basso       | Team Sky               | + 4"       |

| \| Classificació general \| Classificació general \| Classificació general \| Classificació general \| Classificació general \| \| Corredor \| Corredor \| Equip \| Temps \| \| \| --------------------- \| ----------------------- \| --------------------------- \| --------------------- \| --------------------- \| \| 1r \| Dylan Groenewegen \| LottoNL-Jumbo \| 12h 08' 25" \| \| \| 2n \| Sondre Holst Enger \| Israel Cycling Academy \| + 1" \| \| \| 3r \| Edvald Boasson Hagen \| Dimension Data \| + 1" \| \| \| 4t \| Pieter Vanspeybrouck \| Wanty-Groupe Gobert \| + 17" \| \| \| 5è \| Alexander Aranburu Deba \| Caja Rural-Seguros RGA \| + 17" \| \| \| 6è \| Jeroen Meijers \| Roompot-Nederlandse Loterij \| + 18" \| \| \| 7è \| Erik Nordsæter Resell \| Uno-X Norwegian Development \| + 18" \| \| \| 8è \| Trond Håkon Trondsen \| Team Coop \| + 20" \| \| \| 9è \| Michel Kreder \| Aqua Blue Sport \| + 20" \| \| \| 10è \| Krister Hagen \| Team Coop \| + 20" \| \| |                         |                             |             |
| |                         |                             |             |
| Font: ProCyclingStats |                         |                             |             |
| Classificació general |                         |                             |             |
| Corredor | Corredor                | Equip                       | Temps       |
| 1r | Dylan Groenewegen       | LottoNL-Jumbo               | 12h 08' 25" |
| 2n | Sondre Holst Enger      | Israel Cycling Academy      | + 1"        |
| 3r | Edvald Boasson Hagen    | Dimension Data              | + 1"        |
| 4t | Pieter Vanspeybrouck    | Wanty-Groupe Gobert         | + 17"       |
| 5è | Alexander Aranburu Deba | Caja Rural-Seguros RGA      | + 17"       |
| 6è | Jeroen Meijers          | Roompot-Nederlandse Loterij | + 18"       |
| 7è | Erik Nordsæter Resell   | Uno-X Norwegian Development | + 18"       |
| 8è | Trond Håkon Trondsen    | Team Coop                   | + 20"       |
| 9è | Michel Kreder           | Aqua Blue Sport             | + 20"       |
| 10è | Krister Hagen           | Team Coop                   | + 20"       |

### Etapa 4
| \| Classificació de l'etapa \| Classificació de l'etapa \| Classificació de l'etapa \| Classificació de l'etapa \| Classificació de l'etapa \| \| Corredor \| Corredor \| Equip \| Temps \| \| \| ------------------------ \| ------------------------ \| ---------------------------- \| ------------------------ \| ------------------------ \| \| 1r \| Dylan Groenewegen \| LottoNL-Jumbo \| 5h 04' 22" \| \| \| 2n \| Alan Banaszek \| CCC Sprandi Polkowice \| + 0" \| \| \| 3r \| Kristoffer Halvorsen \| Team Sky \| + 0" \| \| \| 4t \| Shane Archbold \| Aqua Blue Sport \| + 0" \| \| \| 5è \| Sondre Holst Enger \| Israel Cycling Academy \| + 0" \| \| \| 6è \| Justin Jules \| WB-Aqua Protect-Veranclassic \| + 0" \| \| \| 7è \| Jordi Warlop \| Sport Vlaanderen-Baloise \| + 0" \| \| \| 8è \| Jeroen Meijers \| Roompot-Nederlandse Loterij \| + 0" \| \| \| 9è \| Boris Vallée \| Wanty-Groupe Gobert \| + 0" \| \| \| 10è \| Edvald Boasson Hagen \| Dimension Data \| + 0" \| \| |                      |                              |            |
| |                      |                              |            |
| Font: ProCyclingStats |                      |                              |            |
| Classificació de l'etapa |                      |                              |            |
| Corredor | Corredor             | Equip                        | Temps      |
| 1r | Dylan Groenewegen    | LottoNL-Jumbo                | 5h 04' 22" |
| 2n | Alan Banaszek        | CCC Sprandi Polkowice        | + 0"       |
| 3r | Kristoffer Halvorsen | Team Sky                     | + 0"       |
| 4t | Shane Archbold       | Aqua Blue Sport              | + 0"       |
| 5è | Sondre Holst Enger   | Israel Cycling Academy       | + 0"       |
| 6è | Justin Jules         | WB-Aqua Protect-Veranclassic | + 0"       |
| 7è | Jordi Warlop         | Sport Vlaanderen-Baloise     | + 0"       |
| 8è | Jeroen Meijers       | Roompot-Nederlandse Loterij  | + 0"       |
| 9è | Boris Vallée         | Wanty-Groupe Gobert          | + 0"       |
| 10è | Edvald Boasson Hagen | Dimension Data               | + 0"       |

| \| Classificació general \| Classificació general \| Classificació general \| Classificació general \| Classificació general \| \| Corredor \| Corredor \| Equip \| Temps \| \| \| --------------------- \| ------------------------ \| --------------------------- \| --------------------- \| --------------------- \| \| 1r \| Dylan Groenewegen \| LottoNL-Jumbo \| 17h 12' 37" \| \| \| 2n \| Sondre Holst Enger \| Israel Cycling Academy \| + 11" \| \| \| 3r \| Edvald Boasson Hagen \| Dimension Data \| + 11" \| \| \| 4t \| Alexander Aranburu Deba \| Caja Rural-Seguros RGA \| + 27" \| \| \| 5è \| Pieter Vanspeybrouck \| Wanty-Groupe Gobert \| + 27" \| \| \| 6è \| Jeroen Meijers \| Roompot-Nederlandse Loterij \| + 28" \| \| \| 7è \| Erik Nordsæter Resell \| Uno-X Norwegian Development \| + 28" \| \| \| 8è \| Trond Håkon Trondsen \| Team Coop \| + 30" \| \| \| 9è \| Michel Kreder \| Aqua Blue Sport \| + 30" \| \| \| 10è \| Eduard Prades i Reverter \| Euskadi-Murias \| + 31" \| \| |                          |                             |             |
| |                          |                             |             |
| Font: ProCyclingStats |                          |                             |             |
| Classificació general |                          |                             |             |
| Corredor | Corredor                 | Equip                       | Temps       |
| 1r | Dylan Groenewegen        | LottoNL-Jumbo               | 17h 12' 37" |
| 2n | Sondre Holst Enger       | Israel Cycling Academy      | + 11"       |
| 3r | Edvald Boasson Hagen     | Dimension Data              | + 11"       |
| 4t | Alexander Aranburu Deba  | Caja Rural-Seguros RGA      | + 27"       |
| 5è | Pieter Vanspeybrouck     | Wanty-Groupe Gobert         | + 27"       |
| 6è | Jeroen Meijers           | Roompot-Nederlandse Loterij | + 28"       |
| 7è | Erik Nordsæter Resell    | Uno-X Norwegian Development | + 28"       |
| 8è | Trond Håkon Trondsen     | Team Coop                   | + 30"       |
| 9è | Michel Kreder            | Aqua Blue Sport             | + 30"       |
| 10è | Eduard Prades i Reverter | Euskadi-Murias              | + 31"       |

### Etapa 5
| \| Classificació de l'etapa \| Classificació de l'etapa \| Classificació de l'etapa \| Classificació de l'etapa \| Classificació de l'etapa \| \| Corredor \| Corredor \| Equip \| Temps \| \| \| ------------------------ \| ------------------------ \| ---------------------------- \| ------------------------ \| ------------------------ \| \| 1r \| Alexander Kamp \| Virtu Cycling \| 3h 34' 55" \| \| \| 2n \| Eduard Prades i Reverter \| Euskadi-Murias \| + 0" \| \| \| 3r \| Carl Fredrik Hagen \| Joker Icopal \| + 9" \| \| \| 4t \| Jeroen Meijers \| Roompot-Nederlandse Loterij \| + 26" \| \| \| 5è \| Justin Jules \| WB-Aqua Protect-Veranclassic \| + 26" \| \| \| 6è \| Ivan Rovni \| Gazprom-RusVelo \| + 26" \| \| \| 7è \| Lawrence Warbasse \| Aqua Blue Sport \| + 26" \| \| \| 8è \| Alexander Aranburu Deba \| Caja Rural-Seguros RGA \| + 26" \| \| \| 9è \| Jérôme Baugnies \| Wanty-Groupe Gobert \| + 26" \| \| \| 10è \| Kevin Deltombe \| Sport Vlaanderen-Baloise \| + 26" \| \| |                          |                              |            |
| |                          |                              |            |
| Font: ProCyclingStats |                          |                              |            |
| Classificació de l'etapa |                          |                              |            |
| Corredor | Corredor                 | Equip                        | Temps      |
| 1r | Alexander Kamp           | Virtu Cycling                | 3h 34' 55" |
| 2n | Eduard Prades i Reverter | Euskadi-Murias               | + 0"       |
| 3r | Carl Fredrik Hagen       | Joker Icopal                 | + 9"       |
| 4t | Jeroen Meijers           | Roompot-Nederlandse Loterij  | + 26"      |
| 5è | Justin Jules             | WB-Aqua Protect-Veranclassic | + 26"      |
| 6è | Ivan Rovni               | Gazprom-RusVelo              | + 26"      |
| 7è | Lawrence Warbasse        | Aqua Blue Sport              | + 26"      |
| 8è | Alexander Aranburu Deba  | Caja Rural-Seguros RGA       | + 26"      |
| 9è | Jérôme Baugnies          | Wanty-Groupe Gobert          | + 26"      |
| 10è | Kevin Deltombe           | Sport Vlaanderen-Baloise     | + 26"      |

## Classificació final
| \| Classificació general \| Classificació general \| Classificació general \| Classificació general \| Classificació general \| \| Corredor \| Corredor \| Equip \| Temps \| \| \| --------------------- \| ------------------------ \| ---------------------------- \| --------------------- \| --------------------- \| \| 1r \| Eduard Prades i Reverter \| Euskadi-Murias \| 20h 47' 57" \| \| \| 2n \| Alexander Kamp \| Virtu Cycling \| + 3" \| \| \| 3r \| Edvald Boasson Hagen \| Dimension Data \| + 12" \| \| \| 4t \| Carl Fredrik Hagen \| Joker Icopal \| + 21" \| \| \| 5è \| Alexander Aranburu Deba \| Caja Rural-Seguros RGA \| + 28" \| \| \| 6è \| Jeroen Meijers \| Roompot-Nederlandse Loterij \| + 29" \| \| \| 7è \| Justin Jules \| WB-Aqua Protect-Veranclassic \| + 32" \| \| \| 8è \| Jonas Koch \| CCC Sprandi Polkowice \| + 35" \| \| \| 9è \| Aritz Bagües \| Euskadi-Murias \| + 35" \| \| \| 10è \| Ivan Rovni \| Gazprom-RusVelo \| + 35" \| \| |                          |                              |             |
| |                          |                              |             |
| Font: ProCyclingStats |                          |                              |             |
| Classificació general |                          |                              |             |
| Corredor | Corredor                 | Equip                        | Temps       |
| 1r | Eduard Prades i Reverter | Euskadi-Murias               | 20h 47' 57" |
| 2n | Alexander Kamp           | Virtu Cycling                | + 3"        |
| 3r | Edvald Boasson Hagen     | Dimension Data               | + 12"       |
| 4t | Carl Fredrik Hagen       | Joker Icopal                 | + 21"       |
| 5è | Alexander Aranburu Deba  | Caja Rural-Seguros RGA       | + 28"       |
| 6è | Jeroen Meijers           | Roompot-Nederlandse Loterij  | + 29"       |
| 7è | Justin Jules             | WB-Aqua Protect-Veranclassic | + 32"       |
| 8è | Jonas Koch               | CCC Sprandi Polkowice        | + 35"       |
| 9è | Aritz Bagües             | Euskadi-Murias               | + 35"       |
| 10è | Ivan Rovni               | Gazprom-RusVelo              | + 35"       |

## Evolució de les classificacions
| Etapa                  | Vencedor               | Classificació general | Classificació per punts | Classificació de la muntanya | Classificació dels joves | Classificació per equips      |
| ---------------------- | ---------------------- | --------------------- | ----------------------- | ---------------------------- | ------------------------ | ----------------------------- |
| 1                      | Dylan Groenewegen      | Dylan Groenewegen     | Dylan Groenewegen       | Øivind Lukkedahl             | Erik Nordsæter Resell    | Sport Vlaanderen-Baloise      |
| 2                      | Edvald Boasson Hagen   | Sondre Enger          | Sondre Enger            | Øivind Lukkedahl             | Erik Nordsæter Resell    | WB-Aqua Protect-Veranclassic  |
| 3                      | Dylan Groenewegen      | Dylan Groenewegen     | Sondre Enger            | Øivind Lukkedahl             | Erik Nordsæter Resell    | Euskadi Basque Country-Murias |
| 4                      | Dylan Groenewegen      | Dylan Groenewegen     | Sondre Enger            | Øivind Lukkedahl             | Erik Nordsæter Resell    | Coop                          |
| 5                      | Alexander Kamp         | Eduard Prades         | Sondre Enger            | Øivind Lukkedahl             | Jesper Schultz           | Caja Rural-Seguros RGA        |
| Classificacions finals | Classificacions finals | Eduard Prades         | Sondre Enger            | Øivind Lukkedahl             | Jesper Schultz           | Caja Rural-Seguros RGA        |